# نهج المعايير الاجتماعية
نهج المعايير الاجتماعية ، أو تسويق المعايير الاجتماعية ،  هو استراتيجية بيئية تكتسب شعبية في الحملات الصحية.  أثناء إجراء بحث في منتصف الثمانينيات، أفاد اثنان من الباحثين، هما إتش دبليو بيركنز وإيه دي بيركويتز ،  أن الطلاب في إحدى الكليات الأمريكية الصغيرة لديهم معتقدات مبالغ فيها حول التردد الطبيعي وعادات الاستهلاك للطلاب الآخرين فيما يتعلق بالكحول. وقد تم العثور على هذه التصورات المتضخمة في العديد من المؤسسات التعليمية، مع اختلاف السكان والمواقع.  على الرغم من حقيقة أن شرب الخمر في الجامعة عند مستويات مرتفعة، إلا أن الكمية المتصورة تتجاوز دائمًا السلوك الفعلي.  أظهر نهج المعايير الاجتماعية علامات على مكافحة المفاهيم الخاطئة، إلا أن الأبحاث حول التغيرات في السلوك الناتجة عن تغير التصورات تتراوح بين مختلطة وغير موجودة بشكل قاطع. 

## يبني
يعتمد نهج المعايير الاجتماعية على مجموعة من الافتراضات التي مفادها أن الأفراد يدركون بشكل غير صحيح أن مواقف أو سلوكيات الآخرين تختلف عن مواقفهم أو سلوكياتهم، في حين أنها متشابهة في الواقع. وتعرف هذه الظاهرة بالجهل التعددي .  ويرجع ذلك إلى حد كبير إلى أن الأفراد يفترضون أن السلوك الأكثر بروزًا والذي لا يُنسى، والذي غالبًا ما يكون متطرفًا، يمثل سلوك الأغلبية. قد يؤدي هذا بالأفراد إلى تعديل سلوكهم ليتوافق مع سلوك الأغلبية المفترضة من خلال الالتزام بالمعايير الزائفة التي تم إنشاؤها من خلال مراقبة مثل هذا السلوك الذي لا يُنسى. وهذه التصورات المبالغ فيها، أو بالأحرى المفاهيم الخاطئة، لسلوك الأقران سوف تستمر في التأثير على عادات الأغلبية، إذا لم يتم التصدي لها.  وهذا يعني أن الأفراد قد يكونون أكثر عرضة لسن سلوكيات إشكالية وقمع الممارسات الصحية، مما يجعل دعم السلوكيات الصحية أقل وضوحًا على المستوى الإجمالي. وقد تم توثيق هذا التأثير للكحول، وتعاطي المخدرات غير المشروعة ، والتدخين ، والسلوكيات الصحية الأخرى، والمواقف، مثل التحيز .
وترتبط ظاهرة تعرف بالإجماع الكاذب ارتباطا وثيقا بفكرة الجهل التعددي، وتشير إلى الاعتقاد الخاطئ بأن الآخرين متشابهون، في حين أنهم في الواقع ليسوا كذلك. على سبيل المثال، يعتقد الأشخاص الذين يشربون الخمر بكثرة أن معظم الآخرين يستهلكون نفس القدر الذي يستهلكونه، وسوف يستخدمون هذا الاعتقاد لتبرير سلوكهم. ويصف بيركوفيتش،  وهو مستشار مستقل يعمل بدوام كامل لتعزيز هذه الأفكار، الإجماع الزائف والجهل التعددي بأنه "يعزز كل منهما الآخر ويديم نفسه... الأغلبية صامتة لأنها تعتقد أنها أقلية، والأقلية صوتية لأنها تعتقد أنها تمثل الأغلبية "(ص. 194).
كل من هذه الظواهر لديها القدرة على معالجتها من خلال تدخل المعايير الاجتماعية. يصف بيركوفيتش  هذا الاحتمال فيما يتعلق بالحد من تعاطي الكحول
…لقد وجد أن تدخلات الأعراف الاجتماعية فعالة في تغيير سلوك الأغلبية المعتدلة أو التي تشرب الخمر في بعض الأحيان (الجهل التعددي) وكذلك مواجهة وتغيير سلوك الأقلية التي تشرب الخمر ( إجماع كاذب ) (ص 9)